# 1584 Fuji
1584 Fuji este un asteroid din centura principală, descoperit pe 7 februarie 1927, de Okurō Oikawa.